# Orynyn
Orynyn (ukrainisch Оринин; russisch Оринин Orinin, polnisch Orynin) ist ein Dorf im Süden der ukrainischen Oblast Chmelnyzkyj mit etwa 2500 Einwohnern (2015).

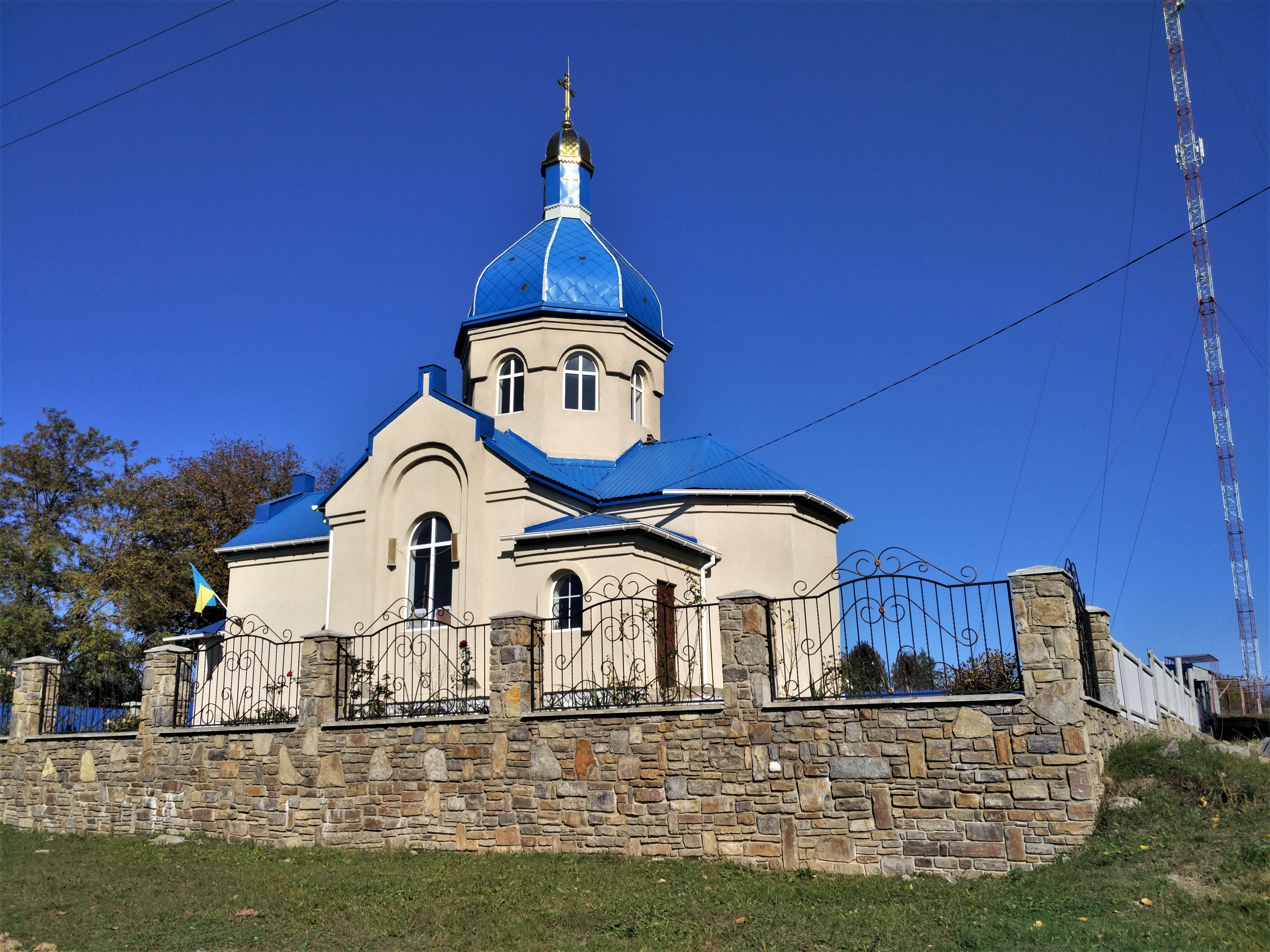
Kirche im Ort

Das erstmals 1474 schriftlich erwähnte Dorf liegt in der historischen Landschaft Podolien am Ufer des Schwantschyk, einem Nebenfluss des Dnister, 20 km nordwestlich vom Rajonzentrum Kamjanez-Podilskyj und etwa 100 km südwestlich vom Oblastzentrum Chmelnyzkyj.
Durch das Dorf verläuft die Regionalstraße P–24.

## Verwaltungsgliederung
Am 24. Dezember 2019 wurde das Dorf zum Zentrum der neugegründeten Landgemeinde Orynyn (Орининська сільська громада/Orynynska silska hromada). Zu dieser zählen auch die 8 Dörfer Adamiwka, Dobrowillja, Kisja, Pidpylypja, Podoljany, Pryworottja, Ripynzi und Tekliwka, bis dahin bildete es zusammen mit den Dörfern Ripynzi und Tekliwka die gleichnamige Landratsgemeinde Orynyn (Орининська сільська рада/Orynynska silska rada) im Nordwesten des Rajons Kamjanez-Podilskyj.
Am 12. Juni 2020 kamen noch die 8 Dörfer Kadyjiwzi, Niwerka, Nowowolodymyriwka, Parajiwka, Salissja Persche, Schustiwzi, Surscha und Tschornokosynzi zum Gemeindegebiet.
Folgende Orte sind neben dem Hauptort Orynyn Teil der Gemeinde:
| Name                     | Name              | Name                                |
| ukrainisch transkribiert | ukrainisch        | russisch                            |
| ------------------------ | ----------------- | ----------------------------------- |
| Adamiwka                 | Адамівка          | Адамовка (Adamowka)                 |
| Dobrowillja              | Добровілля        | Доброволье (Dobrowolje)             |
| Kadyjiwzi                | Кадиївці          | Кадиевцы (Kadijewzy)                |
| Kisja                    | Кізя              | Кизя                                |
| Niwerka                  | Ніверка           | Ниверка                             |
| Nowowolodymyriwka        | Нововолодимирівка | Нововладимировка (Nowowladimirowka) |
| Parajiwka                | Параївка          | Параевка (Parajewka)                |
| Pidpylypja               | Підпилип’я        | Подпилипье (Podpilipje)             |
| Podoljany                | Подоляни          | Подоляны                            |
| Pryworottja              | Привороття        | Приворотье (Priworotje)             |
| Ripynzi                  | Ріпинці           | Репинцы (Repinzy)                   |
| Salissja Persche         | Залісся Перше     | Залесье Второе (Salessje Wtoroje)   |
| Schustiwzi               | Шустівці          | Шустовцы (Schustowzy)               |
| Surscha                  | Суржа             | Суржа                               |
| Tekliwka                 | Теклівка          | Теклевка (Teklewka)                 |
| Tschornokosynzi          | Чорнокозинці      | Чернокозинцы (Tschernokosinzy)      |

## Söhne und Töchter der Ortschaft
- Stefania Woytowicz (1922–2005); polnische Sängerin (Sopran) kam am 8. Oktober 1922 im Dorf zur Welt.